# Resolutie 1503 Veiligheidsraad Verenigde Naties
Resolutie 1503 van de Veiligheidsraad van de Verenigde Naties werd unaniem door de VN-Veiligheidsraad aangenomen op 28 augustus 2003.

## Inhoud

### Waarnemingen
Het werk van het Joegoslavië-tribunaal en het Rwanda-tribunaal was belangrijk voor een permanente vrede in ex-Joegoslavië en Rwanda. Hiervoor was de medewerking van alle landen nodig, om alle beklaagden te vatten. De Balkanlanden en de landen in het Grote Merengebied werkten beter mee, maar sommige niet.

### Handelingen
Alle landen, en vooral Servië en Montenegro, Kroatië, Bosnië en Herzegovina en de Servische Republiek binnen Bosnië en Herzegovina, werden opgeroepen beter samen te werken met het Joegoslavië-tribunaal, door vooral Radovan Karadzic, Ratko Mladic en Ante Gotovina uit te leveren.
Alle landen, en vooral Rwanda, Kenia, Congo-Kinshasa en Congo-Brazzaville, werden opgeroepen beter samen te werken met het Rwanda-tribunaal, waaronder aan onderzoeken van het Rwandese leger en aan het opsporen van Felicien Kabuga en andere beklaagden.
Beide tribunalen werden opgeroepen te zorgen dat de onderzoeken tegen eind 2004 waren afgerond, dat de berechtingen tegen eind 2008 rond waren, en dat al hun werk in 2010 was voltooid.
Ook werd artikel °15 van het statuut van het Rwanda-tribunaal geamendeerd met annex I, en werd de secretaris-Generaal Kofi Annan gevraagd een nieuwe openbaar aanklager voor te dragen. Hij had al laten weten hiervoor Carla Del Ponte te zullen nomineren.

### Annex I — Artikel °15 | De openbaar aanklager
- De openbaar aanklager is verantwoordelijk voor de onderzoeken naar de schendingen van het internationaal humantair recht die in Rwanda waren gepleegd.
- De openbaar aanklager zal onafhankelijk optreden.
- Het kantoor van de openbaar aanklager bestaat uit de openbaar aanklager en benodigd personeel.
- De openbaar aanklager wordt aangesteld door de Veiligheidsraad en genomineerd door de secretaris-generaal.
- Het personeel van het kantoor van de openbaar aanklager wordt aangeduid door de secretaris-generaal op aanbevelen van de openbaar aanklager.

## Verwante resoluties
- Resolutie 1481 Veiligheidsraad Verenigde Naties
- Resolutie 1482 Veiligheidsraad Verenigde Naties
- Resolutie 1504 Veiligheidsraad Verenigde Naties
- Resolutie 1505 Veiligheidsraad Verenigde Naties

Lijst ·  1455 ·  1456 ·  1457 ·  1458 ·  1459 ·  1460 ·  1461 ·  1462 ·  1463 ·  1464 ·  1465 ·  1466 ·  1467 ·  1468 ·  1469 ·  1470 ·  1471 ·  1472 ·  1473 ·  1474 ·  1475 ·  1476 ·  1477 ·  1478 ·  1479 ·  1480 ·  1481 ·  1482 ·  1483 ·  1484 ·  1485 ·  1486 ·  1487 ·  1488 ·  1489 ·  1490 ·  1491 ·  1492 ·  1493 ·  1494 ·  1495 ·  1496 ·  1497 ·  1498 ·  1499 ·  1500 ·  1501 ·  1502 ·  1503 ·  1504 ·  1505 ·  1506 ·  1507 ·  1508 ·  1509 ·  1510 ·  1511 ·  1512 ·  1513 ·  1514 ·  1515 ·  1516 ·  1517 ·  1518 ·  1519 ·  1520 ·  1521